# Omeleanivka, Malîn
Omeleanivka (în ucraineană Омелянівка) este un sat în comuna Holovkî din raionul Malîn, regiunea Jîtomîr, Ucraina.

## Demografie
Componența lingvistică a localității Omeleanivka
     Ucraineană (100%)
Conform recensământului din 2001, toată populația localității Omeleanivka era vorbitoare de ucraineană (100%).